# Симфонія
Симфо́нія (від грец. συμφονία — «співзвуччя, злагоджене звучання, злагодженість») — жанр оркестрової музики, великий твір для оркестру.
Класичні зразки симфонії написані для симфонічного оркестру  являють собою цикл з 4 частин, перша з яких пишеться в сонатній формі. Існують також симфонії для струнного, камерного, духового та інших складів оркестру. У симфонію може вводитись хор і сольні вокальні голоси. Відомі й такі різновиди жанру, як симфонія-концерт (для оркестру з сольним інструментом) і концертна симфонія (від двох до дев'яти сольних інструментів), схожі за будовою до концерту. За аналогією можуть приймати назву «симфонія», разом із елементами жанрової структури, твори для хору (хорова симфонія) чи інструменту (особливо органа, рідше — фортепіано). Симфонія може наближатись до інших музичних жанрів, утворюючи такі гібридні жанри, як симфонія-сюїта, симфонія-фантазія, симфонія-поема, симфонія-кантата.
Класична симфонія (створена композиторами віденської класичної школи) складається, як правило, з чотирьох частин, написаних у сонатній циклічній формі; у XIX–XX століттях широке розповсюдження мали композиції як і з більшою, так і з меншою кількістю частин.
В академічній музиці симфонія займає те ж місце, що і в літературі належить драмі чи роману. Вона дала назву новому, невідомому до цього складу оркестру та найважливішій області інструментальної музики — широкому спектру її жанрів, об'єднаних під назвою «симфонічна музика».

## Історія терміна
В античності — в Стародавній Греції та в Стародавньому Римі — «симфонією» називали милозвучне поєднання тонів, консонанс, часто поруч із протилежними за смислом термінами — «діафонія», тобто різнозвуччя, розбіжність, або «антифонія» (буквально — «протизвуччя»). Термін «симфонія» того часу відносили і до гармонії сфер, наприклад, у трактаті Арістотеля «Про небо», та до деяких музичних інструментів. Піфагорійці відносили до симфоній (консонансів) октаву, квінту та кварту, всі інші співзвуччя — до дисонансів (діафоній). Птолемей, на відміну від піфагорійців, вважав консонансом також і ундеціму. Ті ж значення для терміну «симфонія» застосовувались у теорії музики і в стародавніх римлян, і зокрема в найбільшого римського вченого-музиканта Боеція.
Середньовічна наука повністю успадкувала античні значення «симфонії». Список музичних інструментів, до яких зрідка застосовувався цей термін, поповнився певним неідентифікованим видом барабана (в «Етимолоґіях» Ісидора Севільського, VII ст.), органістром (у трактаті Псевдо-Муріса, XIII ст.) та іншими місцевими — старофранцузькими, староанглійськими, старонімецькими й іншими — різновидами колісної ліри.
У XVI столітті слово «симфонія» використовувалось у назвах збірок мотетів та іншої духовної — церковної або паралітургічної — музики, стосувалось воно і вокального багатоголосся. Приклад такого застосування — збірка знаменитого нотовидавця Ґеорґа Рау «Симфонії приємні, а до того ж короткі» (Symphoniae iucundae atque adeo breves; 1538), яка містить 52 чотириголосні мотети відомих композиторів XV–XVI століть. На рубежі XVI та XVII століть слово «симфонія» трапляється в назвах вокально-інструментальних композицій, наприклад «Священні симфонії» Дж. Ґабріелі (Sacrae symphoniae, 1597, і Symphoniae sacrae, 1615) та Генріха Шютца (Symphoniae Sacrae, 1629, 1647, 1650), а також у назвах інструментальних творів, як-от «Музичні симфонії» Лодовіко Ґроссі да Віадана (Sinfonie musicali, 1610).
У XVI столітті ще не було чіткого розмежування між термінами «соната», «симфонія» та «концерт», і якщо, наприклад, Джованні Ґабрієлі наприкінці XVI століття називав «симфонією» співзвуччя голосів та інструментів, то Адріано Банк'єрі та Саломоне Россі на початку XVII століття застосовували це поняття вже до спільного звучання інструментів без голосів.
Із моменту народження опери, в самому кінці XVI століття, в ній завжди були присутні інструментальні епізоди: вступи до кожного акту, звукозобразні картини, розгорнуті танцювальні інтермедії — будь-який такий епізод іменувався «симфонією». З часом інструментальні епізоди, винесені за рамки вистави, перетворились у відносно розвинений і завершений твір, що передує дії , — увертюру. У XVII столітті назва «симфонія» поступово закріпилась за оркестровими вступами (увертюрами) або інтермедіями в інструментальних і вокально-інструментальних творах — у сюїтах, кантатах і операх.

## Від оперної увертюри до мангаймської симфонії

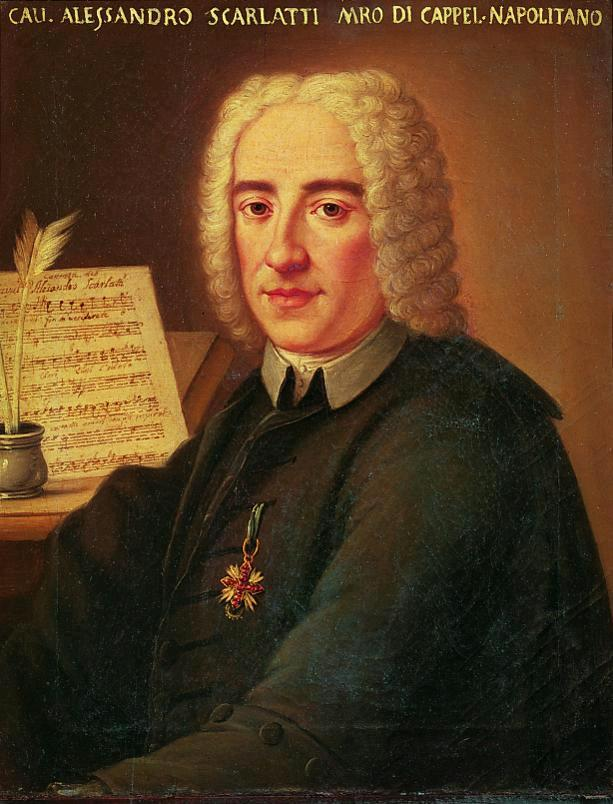
Алессандро Скарлатті

У XVII столітті в західноєвропейській музиці постали два типи оперних увертюр. Венеційська складалась із двох частин — повільної, урочистої та швидкої, фугірованої; цей тип увертюри зрештою почав розвиватись у французькій опері. Введений Алессандро Скарлатті 1681 року неаполітанський тип увертюри складався з трьох частин: перша та третя писались у швидкому темпі (алеґро), друга — в повільному (адажіо або анданте). Запозичена з скрипкової сонати, ця форма поступова стала панівною.
Оперні увертюри з часом почали виконуватись і поза театром, у концертах, що сприяло перетворенню симфонії, вже в першій третині XVIII століття (близько 1730 року), в самостійний вид оркестрової музики. Відокремившись від опери, симфонія попервах зберігала і яскраві, виразні музичні теми, характерні для увертюри, і її розважальний характер. В опери рання симфонія запозичила і гомофонний тип багатоголосся: її становлення як окремого жанру безпосередньо пов'язане з нормативною естетикою класицизму, що передбачала чітку ієрархію вищого та нижчого, головного та другорядного, центрального та підлеглого; однак саме в опері гомофонне письмо, що розділило голоси на головний і акомпанувальні — на противагу поліфонічному рівноправ'ю голосів, — утвердилось раніше, ніж в інструментальній музиці, позаяк виявилось більш пристосованим для жанру музично-драматичного. В опері співак уперше перестав бути лише «голосовою одиницею» в складній структурі хору, він перетворився на героя драми, з його особистими, хоч і типізованими переживанням, — сольний спів, порівняно з хоровим глибший, тягнув за собою і розвинену мелодійність, здатну ці переживання передати. Мелодика, що залишалась у хоровій культурі епохи Відродження мало розвиненим і підлеглим елементом, в опері з самого початку посіла чільне місце порівняно зі всіма іншими сторонами музичної виразності. Засоби індивідуалізації персонажів, передання їхніх емоційних станів, знайдені в опері, були прийняті й інструментальною музикою: в ранній симфонії одна основна мелодія, здебільшого скрипкова, супроводжувалась відтінювальним акомпанементом. Уже в оперній увертюрі намічався принцип чергування контрастних розділів, — у симфонії ці розділи перетворились на самостійні частини.
Відтак на розвиток симфонії справляли вплив різноманітні види як оркестрової, так і камерної музики; серед камерних жанрів — передусім соната, формування якої як окремої музичної форми відбувалось у той же час. У XVII столітті, коли чіткого розмежування жанрів ще не було, сонатою могла називатись і оперна увертюра — саме так Антоніо Честі позначив вступ у своїй опері «Золоте яблуко» (італ. Il pomo d'oro, 1667). Утім, до початку XVII століття вже сформувались два типи сонати — церковна (італ. sonata da chiesa) та «камерна», тобто світська (італ. sonata da camera), і якщо церковна соната опиралась головно на поліфонічні форми, то в «камерній» поступово утверджувався гомофонний склад. У другій половині XVII століття з'явилась тенденція до розчленування сонати на частини, частіше від 3 до 5, і найширшого поширення здобував 4-частинний цикл із чергуванням повільних і швидких частин; при тім світська соната була вільною послідовністю танцювальних номерів: алеманда, куранта, сарабанда, джиґа або ґавот, — що зближувало її з камерною сюїтою. Згодом, у першій половині XVIII століття, намітилась тенденція до збільшення частин із одночасним скороченням їх до числа 2 або 3 і навіть однієї.
Із жанрів оркестрової музики помітний вплив на формування симфонії справила і постала в Німеччині наприкінці XVII століття оркестрова сюїта, кістяк якої складали чотири різнохарактерних танці — чотири настрої, й інструментальний концерт, який у першій половині XVIII століття, передусім у творчості Антоніо Вівальді, був тричастинною композицією з крайніми частинами у швидкому русі та повільної середньою частиною. До симфонію, що лише зароджувалась, найближчим виявився так званий ripieno concerto (італ. ripieno — «наповнений вщерть») — для оркестру без солюючих інструментів.
Заразом уже з другої половини XVII століття всі композиторські школи відчували на собі вплив опери, що саме стрімко розвивалась; ні один вид музичного мистецтва не міг змагатися з нею ні в популярності, ні в професіоналізмі, ні в широті шукань. До початку XVIII століття засоби виразності, знайдені в музичному театрі, вже не грали, пише В. Конен, роль типових рис музичної мови епохи. Мелодика, гармонія, а також структура й образна будова симфонії формувались під впливом опери, де оркестрова партія перетворювалась на своєрідний підтекст до мелодичного образу, створювала барвисте мальовниче тло. Водночас оркестр забезпечував цілісність і динамічність, — у характерному для опери, перенесеному до неї з драматичного театру поєднанні наскрізного розвитку та розчленованості вироблялись нові способи організації музичного матеріалу. Протягом XVII століття та на початку XVIII формувались стійкі мелодичні звороти, що поступово визначали коло виражальних засобів для скорбного, героїчного, героїко-трагічного, «чутливого» та жанрово-комічного образів у музиці. Як психолоґічні узагальнення вони набули самостійного життя за межами музичного театру та лягли в основу «абстрактного» сонатного, а відтак і симфонічного тематизму. До середини XVIII століття в популярній на той час опері-серіа, італійські композитори досягли таких висот у переданні емоційних станів за допомогою музики, що слухати текст арій було вже не обов'язково: голос та інструментальний супровід говорили слухачам більше, ніж трафаретні тексти зі стандартним набором слів. Опера, отже, відкривала інструментальній, безтекстовій музиці нові можливості, зокрема і власне оркестровими фрагментами — в операх Дж. Перґолезі, а згодом Н. Піччінні й особливо К. В. Ґлюка.

### У пошуках форми

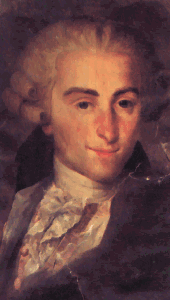
Джованні Баттіста Саммартіні, портрет авторства Д. Ріккарді

Зі свого боку симфонія в міру набуття самостійності у формі, змісті та розробці тем — у міру вироблення особливого методу музичного мислення (що в російській, а згодом і українській, музикознавчій літературі, передусім у працях Б. Асаф'єва, одержав назву симфонізму) справляла вплив на розвиток багатьох жанрів і форм, зокрема преобразила інструментальний концерт і витіснила колись популярний жанр сюїти. Уже в першій половині XVIII століття популярність симфонії була такою великою, а створення її вважалось справою настільки нескладною, що «музична спільнота німецької школи» близько 1735 року постановила «від всякого кандидата вимагати у вигляді вступного внеску подання симфонії, власного виготовлення, або ж вартості її в розмірі півтора талера».
У цей період постійні оркестри з більш або менш сталим складом були ще рідкісними, композиторська творчість перебувала в прямій залежності від наявного складу оркестру — найчастіше струнного, інколи доповненого тією чи іншою кількістю духових. Композитори, а передусім Дж. Б. Саммартіні, автор численних творів цього жанру, використовуючи риси барокової танцювальної сюїти, опери та концерту, створили модель «передкласичної» симфонії — тричастинного циклу для струнного оркестру. Інколи на зразок венеційських і французьких увертюр, першій частині симфонії передував повільний вступ. У ранніх симфоніях швидкі частини звичайно були простим рондо або ранньою (давньою) сонатною формою; з часом з'явився менует, спочатку як філіал 3-частинного циклу, згодом він перетворився на одну з частин 4-частинної симфонії, звичайно третю. Цю «зайву» частину симфонії, запозичену в сюїти, відмовлялись долучати до своїх циклів ранні північнонімецькі симфоністи: вдираючись між «ліричним центром» і фіналом, менует порушував замкнуту тричастинність; його програмна назва суперечила абстрактному характерові твору. І втім, менует став невід'ємною складовою частиною спершу мангаймської, а відтак і класичної симфонії, допоки від нього не відмовився Бетховен.
На розвиток жанру впливала подальша еволюція сонати, що зі свого боку теж відчула вплив оперного стилю (хоча це головно стосується скрипкової сонати, а не клавірної) і до середини XVIII століття перетворилась на найбагатший і найскладніший жанр камерної музики, на форму, «що охоплює всі характери та всі вирази», за словами І. А. Шульца. Популярну в камерній музиці форму рондо — з пісенним чергуванням незмінної головної теми (рефрену) та постійно оновлюваних епізодів — поступово витісняла конфліктна сонатна форма, що ґрунтувалась на музично-драматичному контрасті тем. У першій половині XVIII століття, передусім в одночастинних клавірних творах Доменіко Скарлатті (що опирався на симфонічний досвід свого батька Алессандро) і 3-частинних К. Ф. Е. Баха, постала форма сонатного алеґро з трьома стадіями розгортання образу або ідеї — експозицією, розвитком і репризою. Такого роду тричастинність була характерною для стандартної арії доґлюківської опери — aria da capo, в якій третя частина дослівно повторювала першу, але після «конфліктної» другої частини сприймалась як розв'язка драматичної ситуації.
У середині століття жанр концертної симфонії культивувався композиторами мангаймської школи та представниками так званої передкласичної (або ранньої) віденської школи — М. Монном, Ґ. К. Ваґензайлем, учителем Й. Гайдна Ґ. фон Ройттером. У жанрі симфонії експериментував і Йозеф Мислівечек, що так і не створив власної школи, але багато чому навчив В. А. Моцарта. Симфонії виконувались уже не лише у світських концертах, але і в церквах, — у всякому разі, англійський історик музики Чарлз Берні, мандруючи Італією, зауважив, що в Турині в церкві симфонія виконувалась щодня, у визначений час — від 11 до 12 години. У партитурах струнні інструменти поступово доповнювались духовими — гобоями або флейтами, валторнами та трубами; камерний струнний оркестр перетворювався на симфонічний.

### Мангаймський цикл
Чотиричастинний цикл (алеґро, анданте, менует і фінал) — і для оркестру вже не струнного, але з великою кількісю дерев'яних і мідних духових інструментів — створили в середині XVIII століття композитори мангаймської школи, що володіли незвичайно великим для того часу оркестровим складом у придворній капелі Карла IV Теодора.

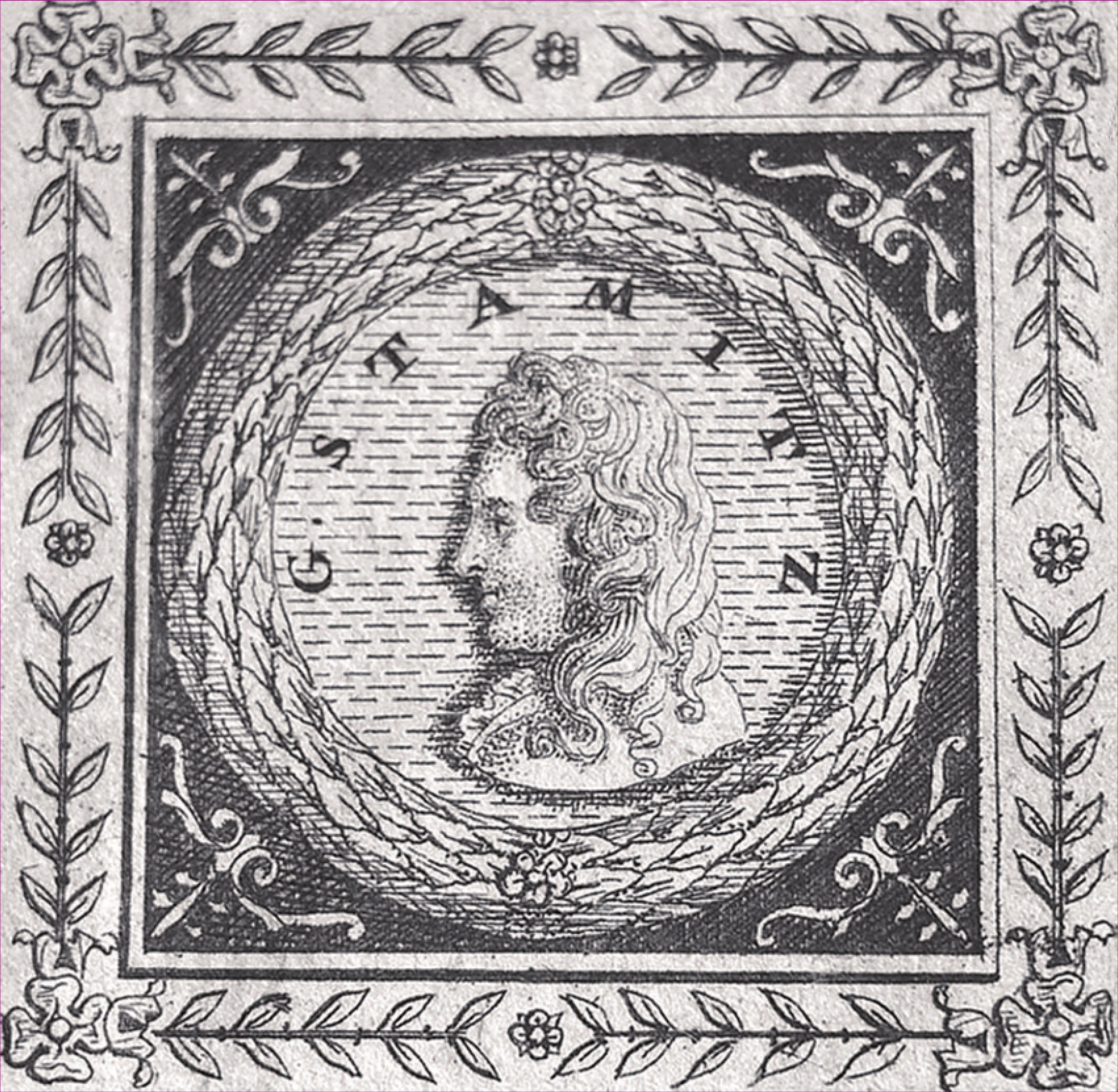
Ян Стаміц, засновник мангаймської школи

Твори інтернаціонального колективу музикантів — Я. Стаміца, А. Фільца, Ф. К. Ріхтера, К. Каннабіха й інших мангаймців — були однотипними. Оперні витоки були чітко присутніми в першій частині симфонії: рішучі, повнозвучні акорди на початку нагадували героїчні фанфари оперної увертюри; дві різнохарактерні теми були подібні з інтонаціями традиційних оперних арій — героїчної та ліричної; а у фіналі симфонії можна було розчути інтонації буфонних і народно-жанрових образів музичного театру. Водночас перша частина мангаймської симфонії (алеґро) відтворювала форму, що до того часу вже постала в жанрі сонати, з характерними для неї зіставленнями різноманітних, нерідко контрастних музичних тем, головної та побічної, та трьома основними розділами — експозицією, розвитком і репризою, в яких, зі свого боку, втілилась художня логіка класичної драми: зав'язка, розвиток дії та розв'язка. У концентрованому вигляді — і вже фактично у формі сонатного алеґро — цей принцип було запроваджено в діалозі Орфея з фуріями в опері К. В. Ґлюка «Орфей і Еврідіка», написаній 1762 року. Образи «скорботи та страху», що уособлювали в Ґлюка мотив «людини та долі», — теми Орфея та фурій — на початку сцени постають як конфліктні; драматичне напруження послідовно наростає та досягає своєї кульмінації в грізному скрику фурій «Ні!» Але коли фурії нарешті поступилися перед моліннями скорботного співака, їхня тема преображається під впливом теми Орфея. Сюжет цієї сцени розігрується на інтонаційному рівні, слова нічого суттєвого до нього не додають, — у такий же спосіб декількома роками по тому Ґлюк представив в уверюрі сюжет своєї «Альцести». Порівняно з мангаймськими майстрами він уперше передав протиставленню двох тем яскраву виразність героїко-трагічного театрального конфлікту, і ця новація здобула подальший розвиток у симфонічній творчості Бетховена.
Мангаймська ж симфонія, як і пізніше віденська класична, спиралась водночас і на давно усталені в австро-німецькій культурі багаті традиції інструментальної музики: від камерних ансамблевих сонат і органної літератури пізнього бароко вона успадкувала свій глибоко інтелектуальний характер і в цьому відношенні скоріше протиставляла себе традиційній італійській опері, з її декоративністю та майже відчутною конкретністю образів.
Як і в реформаторських операх К. В. Ґлюка, в мангаймській симфонії найповніше втілились принципи пізнього класицизму, його просвітницького етапу, включно з вимогами до злагодженості та завершеності композиції, логічної ясності задуму та чіткого розмежування жанрів. Народжена в потоці розважальних і побутових музикувань, симфонія в Мангаймі стала найвищим жанром інструментальної музики. Проводячи далі Геґелівську паралель між музикою, як найабстрактнішим із мистецтв, і математикою, О. Шпенґлер ставив створення симфонію в один ряд із формулюванням функціонального аналізу, яким у ті ж роки був зайнятий Леонард Ейлер: «Стаміцом і його поколінням була знайдена остання та найбільш зріла форма музичної орнаментики — чотиричастинна композиція як чиста безкрайня рухливість. …Розвиток обертається драмою. Замість образного ряду виникає циклічна послідовність». Мангаймська симфонія безпосередньо підготувала класичну: саме в ній, пише В. Конен, унаслідок тривалого відбору остаточно встановилось коло образів, характерне для творів віденських класиків.

## Класична симфонія

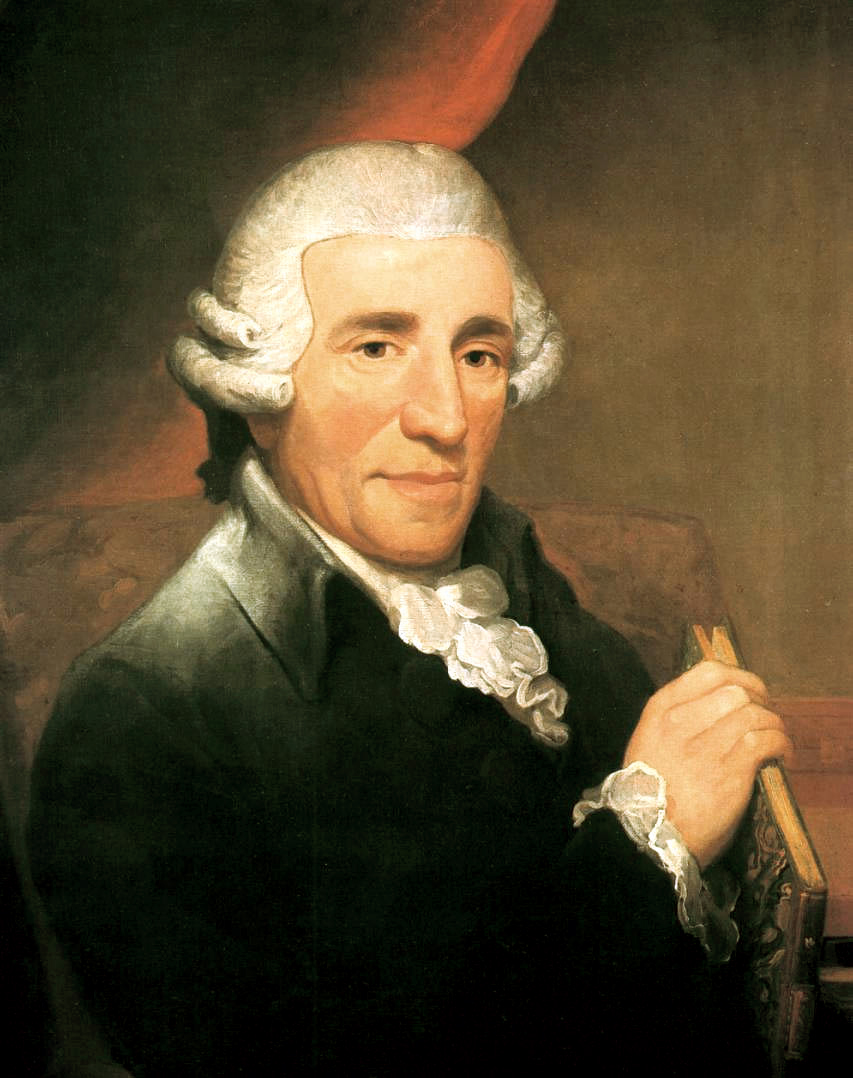
Йозеф Гайдн, портрет роботи Т. Гарді, 1792 рік

У подальшому розвитку жанру визначну роль відіграла віденська класична школа. «Батьком симфонії» називають Йозефа Гайдна, автора 104 творів цього жанру: в його творчості завершилось формування класичної симфонії, затвердились основні риси її структури — послідовність внутрішньо контрастних, але об'єднаних загальною ідеєю частин. У Гайдна, а відтак і в В. А. Моцарта кожна частина набула самостійного тематичного матеріалу, єдність циклу забезпечувалась тональними зіставленнями, а також чергуванням темпів і характеру тем. У Гайдна вперше з'явились програмні симфонії: № 6 («Ранок»), № 7 («Південь»), № 8 («Вечір»), за формою ще близькі до жанру концерту з солюючим інструментом, і Симфонія № 45 («Прощальна»).
Якщо симфонії Гайдна відрізнялись винахідливістю тематичного розвитку, оригінальністю фразування й інструментування, то Моцарт додав до симфонії драматичної напруженості, надав їй ще більшої стильової єдності. Три останні симфонії Моцарта (№ 39, № 40 і № 41) вважаються найвищим досягненням симфонізму XVIII століття. Досвід Моцарт відобразився і в пізніх симфоніях Гайдна.
На симфонічну творчість Л. ван Бетховена, на відміну від Гайдна та Моцарта, значний вплив справила — у формуванні героїчного та героїко-трагічного інтонаційного ладу та тематизму — музика Великої французької революції, від передреволюційних паризьких опер К. В. Ґлюка та А. Сальєрі до «опер порятунку» Луїджі Керубіні. Бетховен розширив масштаби симфонії; в його творах частини тісніше пов'язані тематично і цикл досягає більшої єдності; спокійний менует Бетховен замінив емоційнішим скерцо; уперше застосований ним у П'ятій симфонії принцип використання спорідненого тематичного матеріалу у всіх чотирьох частинах поклав початок так званій циклічній симфонії. Він підняв на новий рівень тематичний розвиток, використовуючи нові форми змін, а зокрема ладу — мажору на мінор і навпаки, що Д. Скотт позначив як «бетховенський варіант геґелівської діалектики», зняття суперечностей — а також ритмічні зсуви, вичленення фрагментів тем, контрапунктичний розвиток. Центр ваги в Бетховена нерідко зміщувався з першої частини (як це було в Гайдна та Моцарта) на фінал так, у Третій, П'ятій і Дев'ятій симфоніях саме фінали є кульмінаціями. У Бетховена вперше з'явилась «характерна» симфонія (Третя, «Героїчна»); він по-новому, інакше, ніж Гайдн, використав у симфонічному жанрі програмність: його Шоста («Пасторальна») симфонія, як вказав у партитурі сам композитор, «більше вираження почуттів, аніж зображення». Один із найбільш «романтичних» творів Бетховена, Шоста симфонія стала джерелом натхнення для багатьох романтиків.

### Принципи побудови

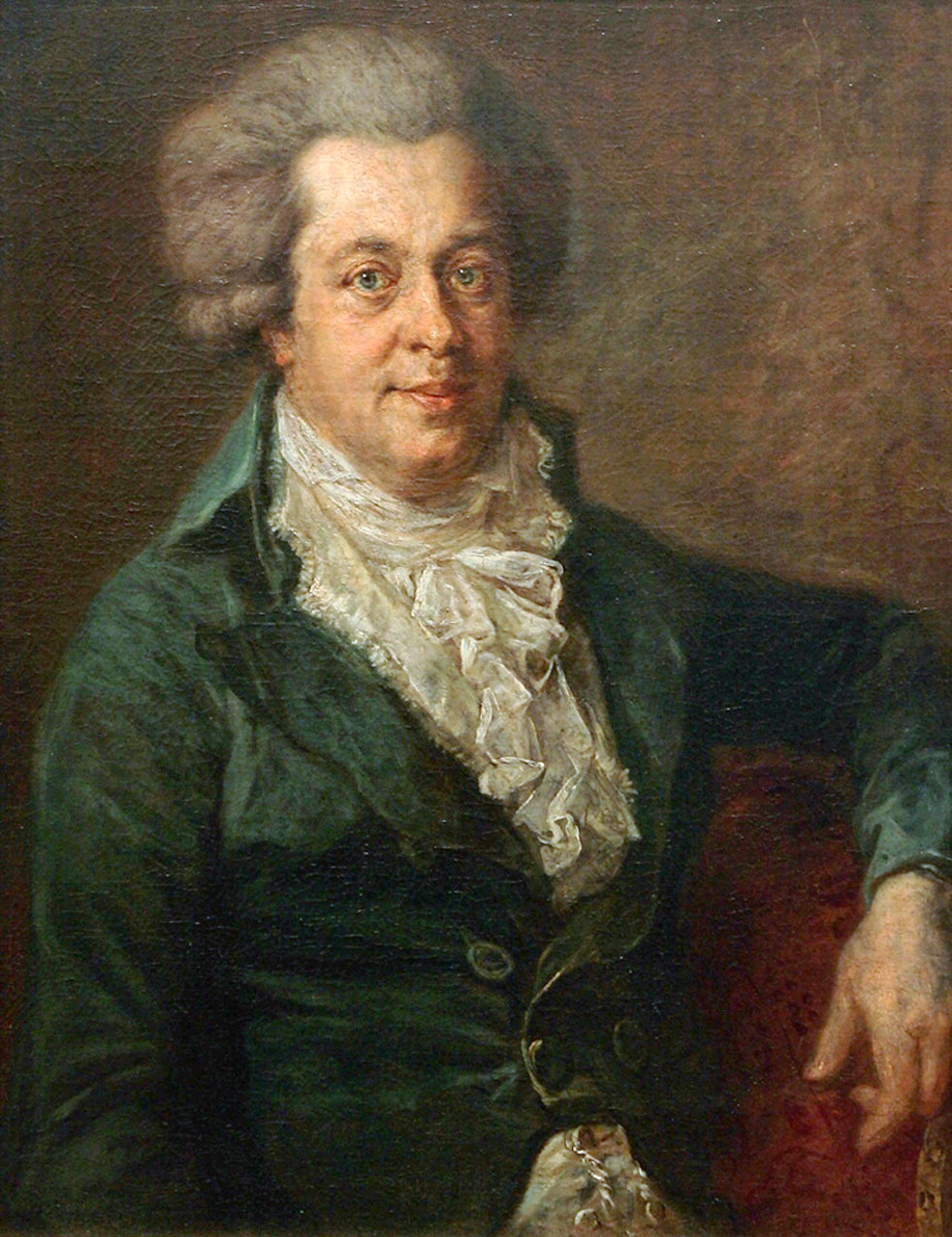
В. А. Моцарт, портрет авторства Йоганн Ґеорґ Едлінґер, 1790 рік

Класична симфонія, усталена в останній чверті XVIII століття, в тому вигляді, як вона представлена у творчості віденських класиків, звичайно складається з чотирьох частин:
- 1-ша частина — у швидкому темпі (алеґро), інколи їй передує невеликий повільний вступ; пишеться в сонатній формі;
- 2-га частина — у повільному русі, у формі варіацій, рондо, рондо-сонати (складної тричастинної), рідше в сонатній формі;
- 3-тя частина — менует або скерцо, пишеться звичайно в складній 3-частинній формі;
- 4-та частина — у швидкому темпі, в сонатній формі, у формі рондо або рондо-сонати.

У зовнішньому оформленні музичного матеріалу віденської класичної симфонії можна виділити декілька основних принципів.
Принцип структурної розчленованості присутній і самому поділі симфонічного циклу на декілька цілком самостійних частин, і в кожній його частині. Так, у сонатному алеґро чітко окреслені межі внутрішніх розділів: експозиції, розвитку та репризи (а в деяких симфоніях й інтродукції), — і всіх тематичних партій. Менует, з його регулярно подільними, завершеними періодами та фразами, сам собою є квінтесенцією принципу розчленованості; у фінальному рондо він проявляється в чергуванні завершених епізодів і рефрену. Лише в повільній частині симфонії розчленованість може бути менш підкресленою.
Принцип періодичності та симетрії — одна із найхарактерніших ознак віденської класичної симфонії — проявляється в тенденції до симетричного розміщення матеріалу, до «облямування» або «обрамування» (наприклад, дві швидкі крайні частини циклу ніби обрамують стриманіші 2-гу та 3-тю частини), до строї врівноваженості пропорцій, часом вивіреної з математичною точністю, та періодичної повторності — всередині кожної частини.
Принцип контрастних протиставлень (включно зі змінами темпу, тональностей, чергування тематизму) в класичній симфонії виражений не так яскраво, як згодом у романтиків, що загострювали протиставлення до полярної протилежності. Заразом, пише В. Конен, «контрастувальні, світлотіньові прийоми вилучаються буквально зі всіх елементів музичного тематизму, а також групування матеріалу». У поєднанні з принципами розчленованості, періодичності та симетрії ця контрастність у класичній симфонії утворює характерний стилістичний ефект.
Принцип танцювальної ритмічної конструкції, успадкований симфонією безпосередньо від жанру оркестрової танцювальної сюїти, але опосередковано і від concerto grosso, проявляється не лише у власне танцювальних частинах симфоній Гайдна та Моцарта — в менуеті (що надає всьому симфонічному циклу риси театральної «експозиційності») та фіналі. Він присутній і в тому, що становить основну відмінність симфонічної теми від оперної арії (її інтонаційного прообразу): в ритмічній структурі мелодики.

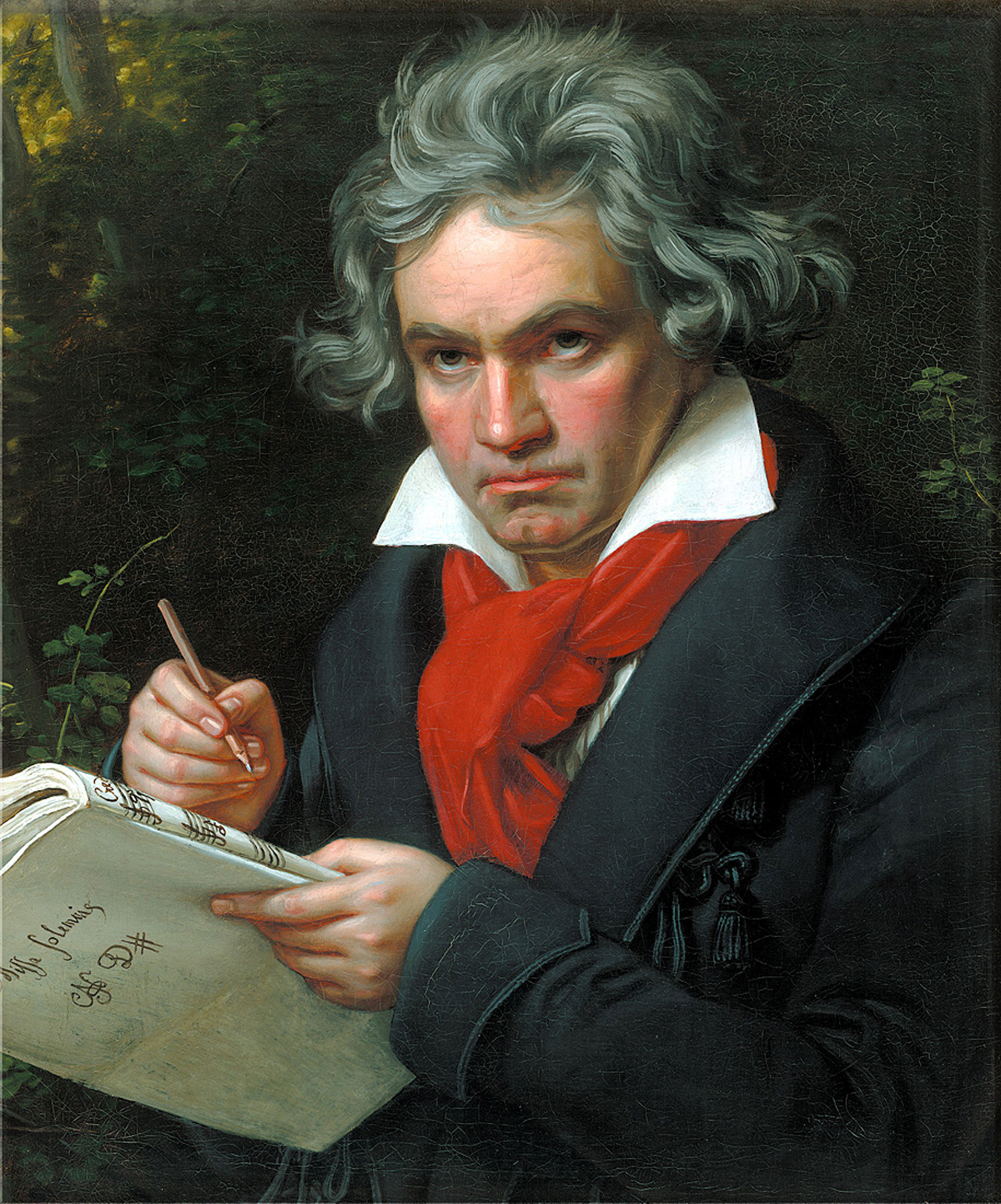
Людвіґ ван Бетховен, портрет роботи Й. К. Штиллера, 1820 рік

Усі ці принципи своєрідно заломлюються у творчості Бетховена, для якого врівноваженість ранніх віденських класиків була чужою. Вільніший, порівняно з Гайдном і Моцартом, мелодичний план, накладений на традиційну гармонічну та структурну основу, зміщення кульмінації, подання контрастних елементів не в урівноваженому, світлотіньовому протиставленні, а в значно складнішому, нерідко асиметричному поєднанні, в тісному переплетенні та взаємонашаруванні, відмова від менуета заради скерцо — ці й інші особливості бетховенського симфонізму не скасовують присутності в його симфоніях класичного структурного фундаменту; хоч і давали нагоду піддавати сумніву його належність до стилю класицизму.
В. Конен зауважувала в класичній симфонії два різних за своїм інтонаційним ладом напрямки, з яких один більш безпосередньо пов'язаний із сюїтними традиціями, інший — із увертюрними. Тематизм симфоній сюїтного типу, зокрема жанрово-танцювальних «паризьких» і «лондонських» симфоній Гайдна, симфонії № 39 Моцарта, Четвертої, Шостої, Сьомої та Восьмої Бетховена (до цього напрямку можна зарахувати і П'яту симфонію Ф. Шуберта та деякі симфонії ранніх віденських і німецьких романтиків, наприклад «Італійську» та «Шотландську» Ф. Мендельсона), більш безпосередньо пов'язаний із мелодичним ладом народної та побутової музики. Він є менш індивідуальним, ніж тематизм симфоній увертюрної традиції, пов'язаної з музичним театром, — саме в другому напрямку повніше розкриваються особливості симфонії як жанру: всі її частини вступають у стан опозиції (що відсутнє в сюїті), і смисл кожної з них розкривається в протиставленні іншій. Такі, наприклад, «Прощальна» Гайдна, симфонії № 40 і № 41 Моцарта, Перша, Друга, Третя, П'ята та Дев'ята Бетховена.
Поділяючи основні принципи естетики класицизму, класична симфонія водночас долала її догматизм, відкриваючи значно більшу, порівняно з мангаймською, свободу, — саме ця властивість зробила твори Гайдна, Моцарта і особливо Бетховена «зразковими» в епоху романтизму. Для багатьох композиторів-романтиків вихідною точною стала Дев'ята симфонія Бетховена, що мала низку відмінностей від класичного канону: опріч того, що перші три її частини здаються лише пролоґом до фіналу. Бетховен уперше поміняв місцями скерцо та повільну частину і вперше використав у симфонії вокал.

### Симфонічний оркестр
Із розвитком симфонії зміна оркестрового мислення композиторів відбилась і на складі оркестру, передусім у відмиранні групи basso continuo. У творах композиторів мангаймської школи та в ранніх симфоніях Й. Гайдна клавішний інструмент, що виконував функцію генерал-басу, траплявся ще доволі часто (хоча мангаймці першими від нього відмовились), але поступово зростала роль власне оркестрової гармонії, з якою акомпанувальна функція органа або чембало (клавесина) стала в суперечність; не лише орган, але зрештою і клавесин за своїм тембром виявився чужим оркестровому звучанню. «Класичний» склад симфонічного оркестру остаточно склався в партитурах Бетховена та в музикознавстві називається «бетховенським»; опріч струнних смичкових інструментів, він пропонував парний склад дерев'яних духових: 2 флейти, 2 гобої, 2 кларнети та 2 фаготи, — а також 2, 3 або 4 валторни, 2 труби та литаври.
Те значення, якого симфонія набула в музичній культурі класицизму, пояснюється, пише В. Конен, не останньою чергою, її театрально-драматичними зв'язки — саме «увертюрним» напрямком: у найбільш узагальненій, але при тім і самостійній формі, що ґрунтується на традиціях австро-німецьких інструментальних шкіл, у ній заломився образний лад музичного театру епохи Просвітництва. Бетховену, починаючи з «Патетичної», яка багатьом здається занадто театральною, класична симфонія слугувала зразком і для фортепіанних сонат — його «симфоній для фортепіано».

## Романтична симфонія

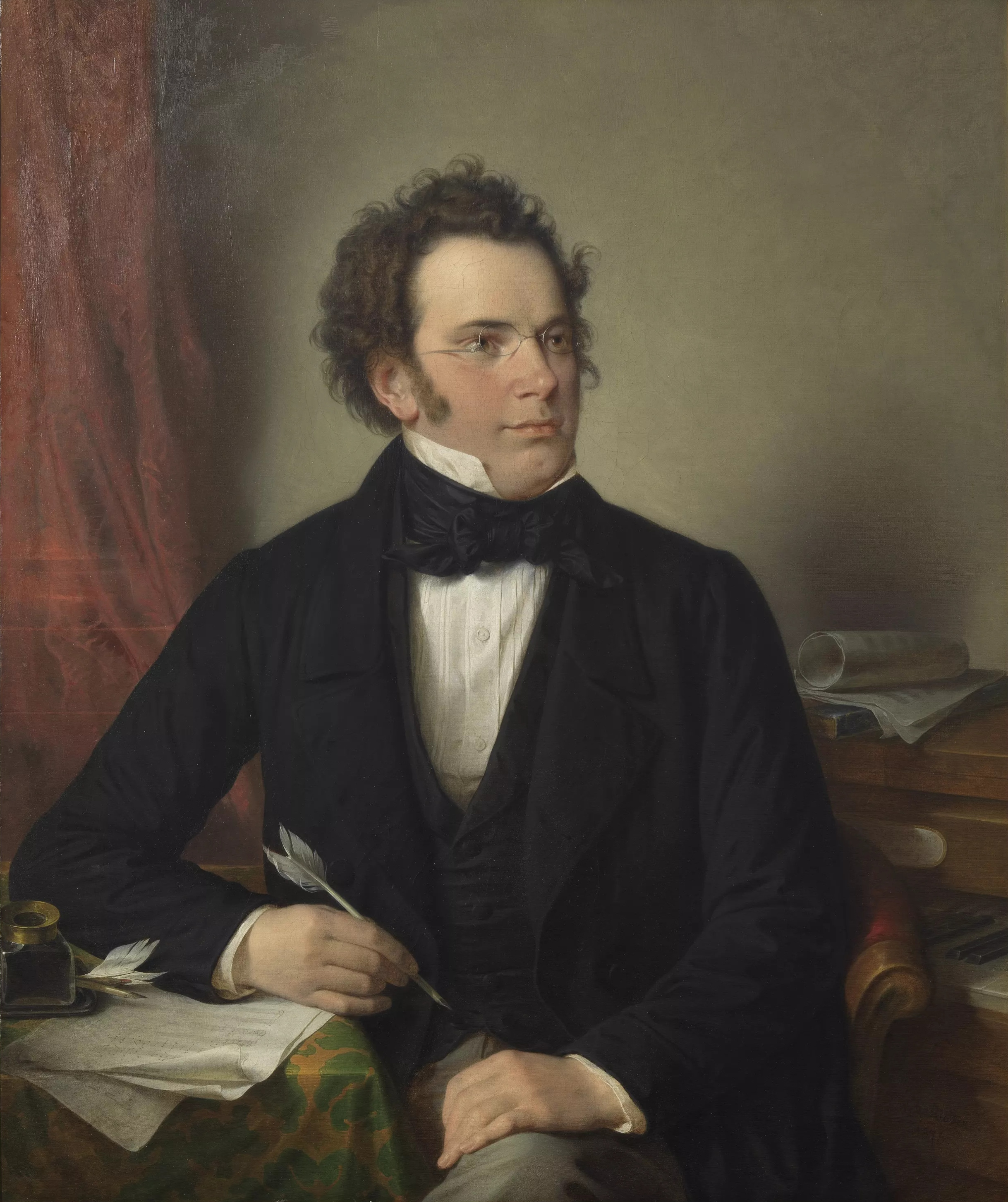
Франц Шуберт, літографія Й. Крігубера

Властиві бетховенському стилю різкі зміни темпу, драматизм, широта динамічного діапазону та багатозначність тем перейняли композитори-романтики, для яких творчість Бетховена стала найвищим критерієм художньої довершеності.
Романтизм, зародження якого прийнято пов'язувати з розчаруванням результатами Великої французької революції та реакцією на ідеолоґію Просвітництва, в опері утвердився вже в другому десятиріччі XIX століття, — написана 1822 року «Незавершена симфонія» Франца Шуберта, останнього віденського класика, вважається першим симфонічним твором, у якому позначились основні риси нового напрямку: її інтимно-поетичний настрій і напружений драматизм першої частини відкривали новий порівняно з класичною симфонією світ переживань. Відчуваючи себе впевненіше в жанрі пісні-романсу, другорядному для класиків, але розквітлому в епоху романтизму, Шуберт і свої симфонії сповнював пісенними темами, і кожна з них, як і сама пісня, була пов'язана з певним переживанням. Ця новація суттєво міняла драматургію симфонії: в сонатному алеґро головна та побічна партії набули великої самостійності та замкнутості, а розвиток вже був не лише «розвитком подій» або процесом боротьби антагоністичних начал, як у Бетховена, наскільки переживання подій, що зостались за рамками симфонії. Уперше публічно виконана лише 1865 року, «Незавершена симфонія» Шуберта не могла справити вплив на ранніх романтиків, але його «пісенний» симфонізм віднайшов собі продовження в творчості романтиків пізніх — Антона Брукнера та Ґустава Малера, в якого, за словами І Барсової, стержнем формоутворення стала «інтонаційна фабула». Але, як зауважила В. Конен, на симфонічну творчість романтиків справляли вплив і пісні Шуберта. Трагічний образ душевної самотності, вперше відбитий у його піснях, протягом дальших десятиріч розроблявся й іншими композиторами, а зокрема Робертом Шуманом і Феліксом Мендельсоном, у нерозривному зв'язку з поетичним текстом, але поступово інтонації скорбного ліричного романсу настільки типізувались, що зв'язок із літературним образом виявився зайвим: в «абстрактній» інструментальній музиці, як наприклад у Четвертій симфонії Йоганнеса Брамса, ці інтонації самі собою відтворюють душевний світ романтика-самітника. Остання симфонія Шеберта, Велика до-мажорна, є традиційнішою за формою, але незвичайно протяжною, заклала традицію епічного симфонізму, що її продовжив А. Брукнер.
У симфоніях ранніх романтиків посилилась намічена в класиків тенденція до безпосереднього переходу від однієї частини до іншої, з'явились симфонії, в яких частини йдуть одна за одною без пауз, що забезпечувалось тематичним зв'язком між ними, як наприклад у «Шотландській» симфонії Ф. Мендельсона або в Четвертій Р. Шумана, — наскрізний тематизм був присутній уже в Дев'ятій симфонії Бетховена. Подальшого розвитку в творчості романтиків здобула і форма програмної симфонії: в узагальненому вигляді — наприклад, у «Шотландській» та «Італійській» симфоніях Ф. Мендельсона, в «Рейнській» Р. Шумана — виразна словесна програма, виражена в назві або в епіграфі, додавала як до композиторського задуму, так і до процесу сприйняття музики ті чи ті позамузичні асоціації. Зацікавленість романтизму народною культурою, усім національно-самобутнім знайшла своє відображення і в музиці: в симфоніях романтиків зазвучали теми народних пісень і танців, аж до індіанських і афроамериканських в останній симфонії («З Нового світу») Антоніна Дворжака.

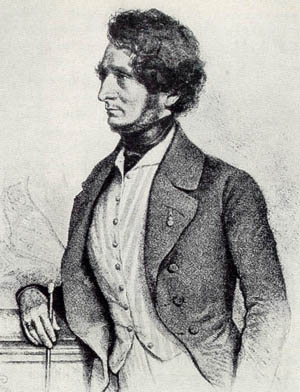
Гектор Берліоз, портрет роботи Авґуст Прінцгофер, 1845 рік

Молодші сучасники Бетховена в Німеччині й Австрії — Ф. Шуберт, Ф. Мендельсон, Р. Шуман — сповнювали новим змістом класичну форму симфонії, як і представник наступного покоління Й. Брамс, з його «строгою лірикою»: «лише це чисте джерело може живити сили нового мистецтва», вважав Р. Шуман. У французьких симфоністів був власний попередник — Франсуа-Жозеф Ґоссек. Сучасник Й. Гайдна, він скористався досвідом мангаймців, водночас розширивши склад оркестру, і у своїх симфоніях знаходив нового ужиття духовим інструментам, яким ще Й. С. Бах і Ґ. Ф. Гендель приділяли суто підлеглу роль. Театральність, характерна для французької інструментальної музики, стимулювала його пошуки в царині динамічних і колористичних ефектів. Не менший вплив на ранніх романтиків справляв, передусім у царині музичної образності, Луїджі Керубіні — не самою своєю симфонією, але й симфонічними фрагментами зі своїх опер. Театральна за своєю природою образність відрізняє і творчість найяскравішого представника раннього французького романтизму — Гектора Берліоза, що розвивав й іншу національну традицію, що свого часу не дала змоги Ґоссеку-симфоністу здобути визнання у Франції: там у другій половині XVIII століття в інструментальній музиці панувала програмність.
Для французьких, а відтак і для пізніх австро-німецьких романтиків строга класична форма виявилась занадто тісною. Уже Берліоз, створюючи романтичну програмну симфонію, що ґрунтувалась на літературному сюжеті, знаходив для своїх творів нові, некласичні форми, — такими є його 5-частинна «Фантастична симфонія» (1830), симфонія-концерт «Гарольд в Італії» (для альта й оркестру, 1834), симфонія-ораторія «Ромео і Джульєтта» й інші. Цей вид симфонії розвивав услід за Берліозом і Ференц Ліст — у «Фауст-симфонії», за Й. В. Ґете, з її прикінцевим хором, і «Симфонії до „Божественної комедії“ Данте». Небагато спільного із класичною формою має і 3-частинна Траурно-тріумфальна симфонія Берліоза, що відкривалася поховальним маршем, — ця новація віднайшла відгук у П'ятій симфонії Ґ. Малера. Невластиве для романтиків і ритмічне мислення віденських класиків, класицистична розчленованість і періодичність у їхніх симфоніях поступово поступалася місцем вільно розгортуваній, так званій «безкрайній» мелодії. На зміну старомодному, галантному менуетові прийшов вальс, що вперше прозвучав у «Сцені на балу» у «Фантастичній симфонії» Г. Берліоза; у другій половині XIX століття його ритм та інтонації присутні в непрограмних творах, наприклад у Третій симфонії Й. Брамса, П'ятій і Шостій П. І. Чайковського; у симфоніях А. Брукнера та Ґ. Малера трапляється попередник вальсу — лендлер.

### Варіанти побудови
Панування суб'єктивного начала в романтичній симфонії відображалось і в її будові. Якщо в швидкому (або помірно швидкому) темпі першої частини класичної симфонії втілювалось дійсне начало, при тім об'єктивне, безособове, і таке начало визначало генеральну опозицію симфонію — між дією та її осмисленням у другій, повільній частині, то композитори-романтики могли віддавати пріоритет спогляданню; драматичне начало в такому випадку поступалося місцем ліричному, а подеколи епічному. Такий тип побудови — з повільною першою частиною — був відомий у досимфонічну епоху, наприклад у церковній сонаті; у творах віденських класиків він інколи траплявся в клавірних сонатах, зокрема в «Місячній» Бетховена. У симфоніях романтиків перша частина якщо і не писалась у повільному темпі, як наприклад у П'ятій і Десятій Ґ. Малера, то нерідко їй передував повільний вступ, як у «Незавершеній» Ф. Шуберта. Шостій симфонії П. Чайковського або Дев'ятій Ґ. Малера; хоча ліричне начало могло виразно бути присутнім і в помірно швидкій першій частині, як наприклад у Четвертій симфонії Й. Брамса.

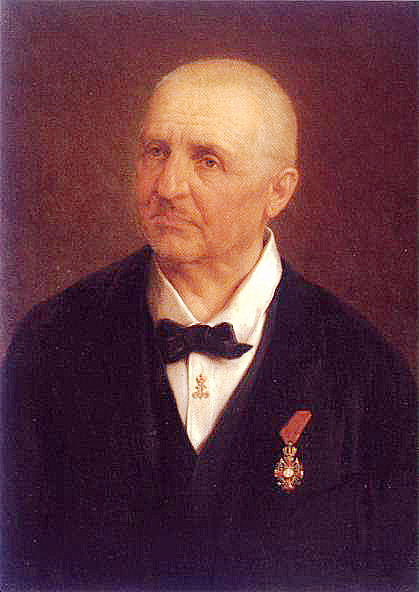
Антон Брукнер, портрет роботи Й. Бюхе

У пізніх романтиків трапляється й неможливі в класичному симфонізмі повільні фінали, наприклад, у Шостій симфонії П. Чайковського, в Третій і Дев'ятій Ґ. Малера, — драматургічна функція фіналу змінилась. Якщо в класичній симфонії відображалось світоглядне ставлення епохи Просвітництва — утвердження «великого, урочистого та піднесеного», і фінал, відповідно, міг бути лише оптимістичним, то в мистецтві романтиків індивідуалізація світосприймання передбачала можливість і трагічного фіналу.
У пізньоромантичних творах, а зокрема в А. Брукнера (у Восьмій і Дев'ятій) і Ґ. Малера, в «Богатирській» О. Бородіна, скерцо часом мінялось місцями з повільною частиною: в новій концепції симфонії повільна третя частина перетворювалась на своєрідну реакцію як на події першої частина, так і на образний світ скерцо. І тут зразком могла слугувати Дев'ята симфонія Бетховена, але якщо в нього кульмінація зсувалась до фіналу, то в монументальних симфоніях А. Брукнера центр ваги переносився на медитативне Адажіо, у фіналі ж міг поновитись конфлікт першої частини.

### Програмність і вокал
Тема ліричної сповіді, що була провідною у творчості композиторів-романтиків, зробила для них найпринаднішими жанри та форми, що були так чи інакше пов'язані зі словом, — від опери до пісні-романсу. На інструментальні жанри в цей період більш безпосередньо впливала література (в епоху класицизму цей вплив був опосередкований оперою), й «абсолютній» музиці, позбавленій позамузичних асоціацій, багато романтиків протиставляли форми, що спирались на певні літературні образи — В. Шекспіра та Дж. Байрона, Данте та Й. В. Ґете, — «оновлення музики через зв'язок із поезією», за словами Ф. Ліста.

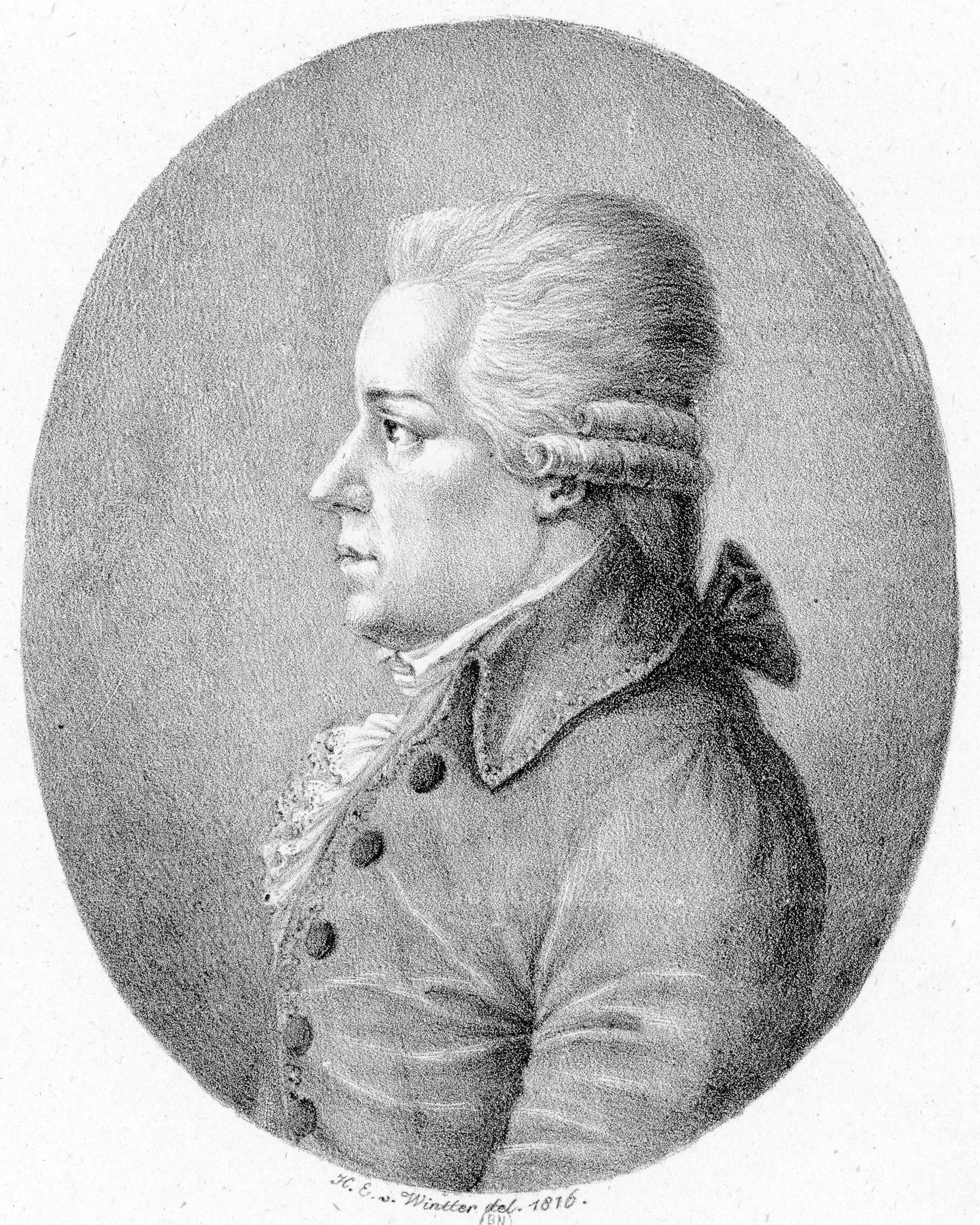
Карл Діттерсдорф, портрет роботи

Фактично початок симфонічній програмності поклав Карл Діттерсдорф своїми 12 симфоніями за «Метаморфозами» Овідія, за стилем ближчими до ранньої віденської школи. Опера випереджала симфонію і в епоху романтизму: «Вільний стрілець» К. М. Вебера, вслід за операми Л. Керубіні, відкривав для симфоністів нові зобразні можливості оркестру, що знайшли собі застосування в програмній музиці. Якщо Ф. Мендельсон, Р. Шуман, а пізніше і Р. Штраус в «Альпійській симфонії» віддавали перевагу узагальненому типу програми, як у «Пасторальній» Бетовена, то симфонії Г. Берліоза — «Фантастичну» та «Ромео і Джульєтту» — вирізняє сюжетна конкретизація, як і програмні симфонії «Манфред» П. Чайковського або «Антар» М. Римського-Корсакова.
На думку І. Соллертинського, саме програмна симфонія намагалась «врятувати традицію героїчного симфонізму в XIX столітті», так звана «абсолютна» музика в романтиків від бетховеніанства виявилась дальшою. Але при тім симфонія втрачала свій по-філософському абстрактний характер, що зближував її з церковною музикою; програмність, особливо послідовно-сюжетна, повертала симфонії той «образний ряд», від якого свого часу відмовились мангаймці та віденські класики, і такою ж мірою могла приваблювати композиторів, як і відштовхувати. Про двояке ставлення до неї свідчать, зокрема, висловлювання П. Чайковського та Ґ. Малера. Багато симфоній Малера були програмними по суті, втім композитор волів свою програму не публікувати; давши Першій симфонії назву «Титан» — пов'язавши її таким образом із відомим романом Жана Поля, — Малер пізніше від такої назви відмовився, помітивши, що слухачів він радше вводить в оману. «…Починаючи з Бетховена, — писав Малер, — немає такої нової музики, яка б не мала внутрішньої програми. Але нічого не варта така музика, про яку слухача спершу звістити, які почуття в неї закладені, і, відповідно, що він сам повинен відчувати» Форма непрограмної симфонії залишалась панівною в епоху романтизму, програмність частише знаходила собі застосування в нових, створених романтиками жанрах — симфонічній поемі, симфонічній фантазії і т. д..
Така ж поваба до слова спонукала багатьох романтиків вводити до симфонії вокальні партії, — і тут прикладом слугувала Дев'ята симфонія Бетховена, з її фінальною «Одою до радості». Берліоз «Ромео та Джульєтту» (1839) написав для солістів, хору й оркестру, «Апофеоз» його Траурно-тріумфільної симфонії також передбачає хор; із 9 симфоній Ґ. Малера чотири — з вокалом; «симфонією в піснях» він назвав і свою «Пісню про землю» — для оркестру та співаків-солістів. Антон Брукнер, у чиїх симфоніях нагадав про себе один із далеких витоків жанру — церковна музика, хотів, аби його незавершену Дев'яту симфонію виконували з «Тебе, Бога, хвалимо» як хоровий фінал.

### Оркестр

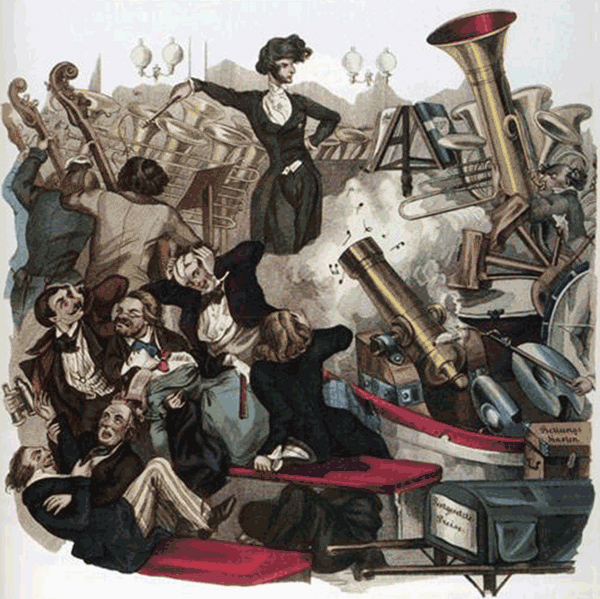
Диригує Гектор Берліоз. Шарж Ґранвіля (1846)

Протягом XIX століття розростались не лише симфонічні цикли, але й симфонічний оркестр: у пошуках оркестрового колориту, драматичної виразності тембру та масштабності звучання композитори-романтики вводили до нього нові інструменти, розширювали склади окремих секцій; так, масштабні, з гарною інструментацією та нюансуванням твори Берліоза потребували колосального для того часу складу оркестру. У другій половині XIX століття «бетховенський» склад уже класифікувався як малий симфонічний оркестр, хоча початок великому складові також поклав Бетховен — у своїй Дев'ятій симфонії, в партитурі якої з'явилась низка нових інструментів: мала флейта, контрафагот, трикутник, тарілки, великий барабан і вже використовувані у фіналі П'ятої симфонії тромбони. Берліоз уже у «Фантастичній симфонії» суттєво збільшив струнну та мідну групи, точно вказавши при тім у партитурі кількість виконавців, і ввів інструменти, які раніше використовувались тільки в опері: англійський ріжок, малий кларнет, арфи, дзвони та туби.
Не менший вплив симфонічна творчість романтиків справляла і на якість оркестрів, виставляючи високі вимоги до техніки оркестрових музикантів. Змінилась і функція диригента, який в епоху романтизму вперше повернувся обличчям до оркестру, — саме в той період, у другій половині XIX століття, диригування перетворилось на самостійну професію: управління вирослим і ускладненим оркестром, інтерпретація все складніших творів вимагали спеціальних умінь і спеціального таланту. Удосконалення оркестру, розширення його можливостей, зі свого боку, заохочувало до дальших пошуків композиторів.
Наприкінці XIX століття під симфонією вже не обов'язково мався на увазі оркестровий твір: з'явились органні симфонії, передусім у французьких романтиків — Сезара Франка, Шарля-Марі Відора й інших. Класико-романтична традиція, з характерним для неї переважанням сонатної форми та певних тональних відношень, знайшла собі завершення в монументальних симфоніях Антона Брукнера, в чиїх партитурах оркестрові групи трактуються часом як регістри органа, та Ґустава Малера, що у своїх творах передбачив, як вважав Л. Бернстайн, усі катаклізми XX століття.

## Симфонія в українській музиці

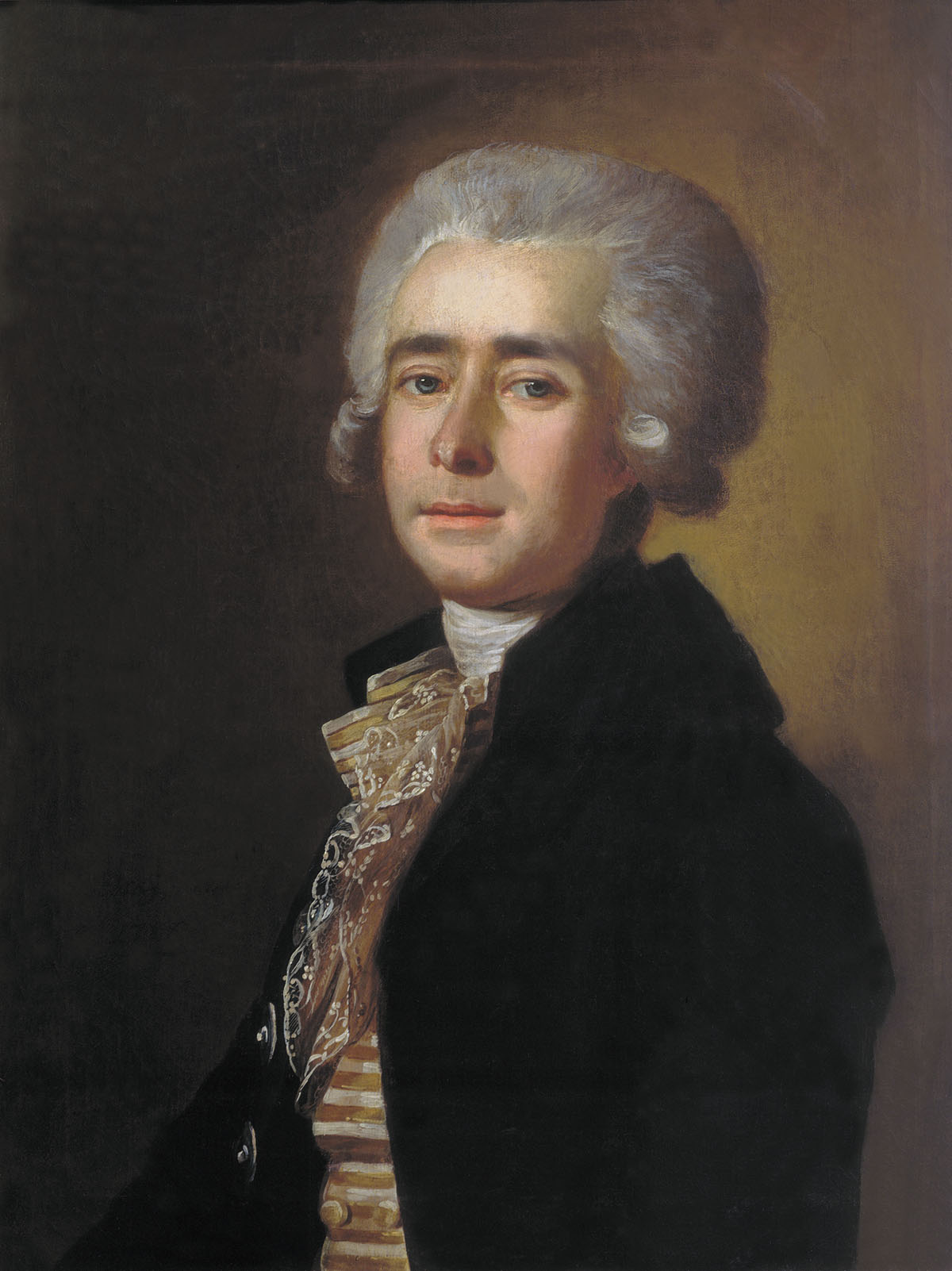
Дмитро Степанович Бортнянський, портрет роботи М. І. Бельського, 1788 рік

Першими творами, названими «симфоніями» в українській музиці вважають Симфонію до мажор (1770–73) Максима Березовського, «Концертну симфонію» Д. Бортнянського, симфонії Михайла Вербицького, «Українська симфонія» М. Калачевського.
Інтерес до оркестрової музики в Україні пожвавлюється у другій половині XIX ст. «Юнацьку симфонію» створює Микола Лисенко, «Українську симфонію» — Михайло Калачевський, Симфонію соль мінор — Володимир Сокальський.
Спираючись на досягнення зарубіжної класики, вони пишуть яскраві й оригінальні симфонічні твори, в яких фольклорний матеріал відіграє важливу роль. Наприклад, теми усіх частин симфонії Колачевського побудовані на мелодіях українських народних пісень.
Найвидатніші досягнення українського симфонізму у 20 столітті пов'язані з іменами Льва Ревуцького, Бориса Лятошинського і Станіслава Людкевича. Плідно працювали в жанрі симфонії Гліб Таранов, Роман Сімович, Дмитро Клебанов, Андрій Штогаренко, Георгій Майборода, Микола Дремлюга, Володимир Золотухін та інші.
Серед сучасних українських авторів симфоній — Віталій Кирейко, Валентин Сильвестров, Валентин Бібік, Євген Станкович, Борис Буєвський, Юрій Іщенко, Ігор Поклад, Олександр Шимко, Сергій Я́рунський, Валерій Антонюк Золтан Алмаші та інші.

## Симфонія в XX столітті

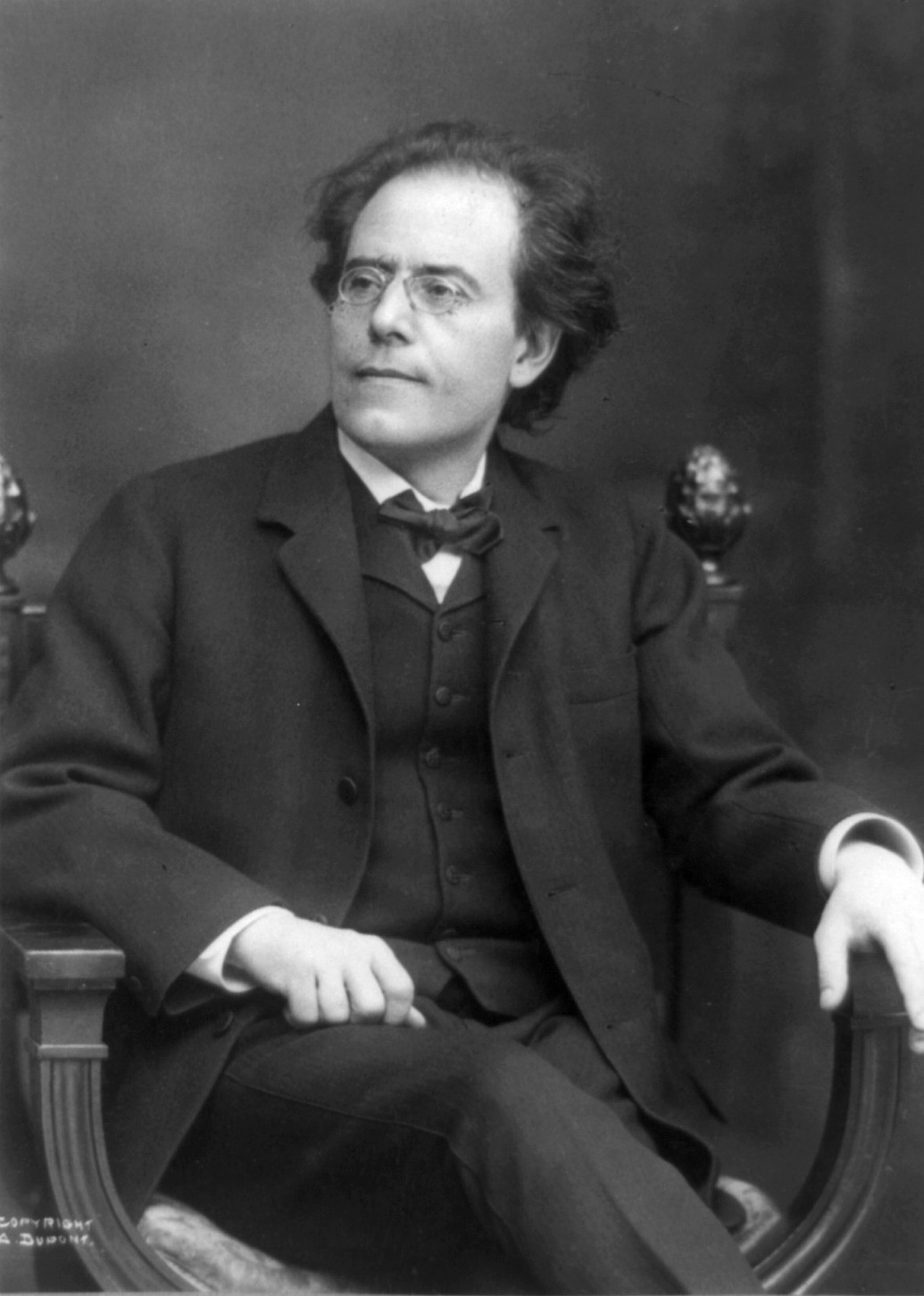
Ґустав Малер, 1909 рік

XX століття в музиці почалося як романтичне, послідовне розширення симфонічного оркестру призвело до утворення так званого надоркестру, і апогеєм цієї тенденції став виконавчий склад Восьмої симфонії (1906) Ґустава Малера, який, опріч трьох хорів і 8 співаків-солістів, передбачав значно розширений склад великого симфонічного оркестру — з посиленою струнною групою, великою кількістю ударних і прикрашальних інструментів, — а також орган. Точно кажучи, це був уже синтез симфонії й ораторії (або, як вважають деякі дослідники, симфонії та «музичної драми»).
Нескінченно далекий від «класичного» світовідчування Малер, у якого форма — процес становлення та покликана, за словами І. Барсової, «відбити вічно неготовий, вічно ростучий образ», здавалось, вичерпав «велику симфонію»; з'явилась симфонія камерна, і передовсім у пристрасних прихильників Малера, представників нової віденської школи — Арнольда Шюнберґа й Антона Веберна. Ця форма, на думку І. Соллертинського, не мавши із симфонізмом (у розумінні Б. Асаф'єва) нічого спільного, окрім етимологічних коренів, хоч якогось значного розвитку не набула, і композитори XX століття зрештою повернулись до «великої симфонії».

### Антиромантизм
Гіпертрофія суб'єктивного начала в пізньому романтизмі, який на рубежі XIX та XX століть уже тісно переплітався з імпресіонізмом, зі свого боку, породила прагнення до ясності форми й об'єктивності змісту, до відродження стилістичних рис музики ранньокласифчного та навіть докласичного періоду — так звану неокласичну тенденцію. XIX століття пройшло під знаком Бетховена, — 1920 року один із перших теоретиків неокласицизму, Ферруччо Бузоні, почтиво зауважив, що ораторський пафос і сила пристрасті не завжди вели Бетховена до глибин музичної змістовності; в середній період творчості натиск темпераменту часом заміняв йому зміст; взагалі ж, перейнята романтиками від Бетховена схильність до всеосяжного та ґрандіозного перетворює серйозність на дещо важке та гнітюче. У французькій музиці наприкінці XIX століття не було більш впливової фігури, ніж Сезар Франк, який як і Й. Брамс, прагнув поєднати романтичні образи з класичною ясністю та строгістю форми; примхливе переплетення новаторства й архаїки було присутнім у симфоніях А. Брукнера, — неокласицизм зароджувався в нетрях пізнього романтизму. У цьому стилі писали свої симфонії деякі представники «Шістки» у Франції, Пауль Гіндеміт в Німеччині, вже 30-30-х років, — поєднуючи старі форми з індивідуальною мелодичною та гармонічною мовою, як і Ігор Стравінський (Симфонія in C та Симфонія в трьох частинах). Реакцією на структурну розпливчастість пізньоромантичної й імпресіоністичної музики став нарочито строгий ритмічний стиль, наприклад, у «Класичній симфонії» Сергія Прокоф'єва, якого в добетховенському симфонізмі приваблювали, не останньою чергою, цілісність і життєрадісність світосприйняття.
Звертаючись до давніх форм, музика XX століття, писав Д. Житомирський, «вибиралась із небезпечних, ворушких місць на твердий ґрунт»; разом із тим сам Бузоні зі смутком зауважував, що багато композиторів тлумачать класичність як щось скероване на минуле, «антикварна» зацікавленість у ранніх неокласичних творах нерідко мала самостійне значення. «Під „молодокласицизмом“, — писав Бузоні, — я маю на увазі… відбір і використання всіх досягнень передущих експериментів і перенесення їх до міцної та прекрасної форми».
У СРСР у той час відраза композиторів «Шістки» до «всяких туманностей: розпливчастостей, прикрас, оздоблень, до сучасних трюків, часто збільшених технікою», а також до притаманного романтичній традиції індивідуалізму знайшла своє ідеолоґічне підґрунтя: Російська асоціація пролетарських музикантів (РАПМ) і близький їй за духом «Проколл» боролись за «демократизацію» академічної музики, гадаючи, що шлях до її стильового оновлення лежить лише через масову, а передусім пролетарську пісню. Симфонія, як і багато інших великих форм, не вписувалась у систему їхніх музичних цінностей, — на рубежі 20–30-х років у симфонічній музиці створювались головно програмні твори на революційні теми, нерідко з використанням вокалу, тобто слова, що повинне було зробити їх доступнішими. З іншого боку, в композиторів — членів протистійної до РАПМ Асоціації сучасної музики пошуки нових, сучасних форм, нової мови діставали часом самодостатнього характеру.

### Загальні тенденції
Прагнення до освоєння всього передущого досвіду зрештою взяло гору. Відмовившись від гіпертрофії суб'єктивного начала, композитори XX століття успадкували від епохи романтизму формальну багатообразність; у цьому столітті народжувались як одночастинні композиції — наприклад, Десята симфонія М. Мяковського, Друга та Третя Д. Шостаковича, «Севастопольська симфонія» Б. Чайковського, симфонії Г. Канчелі, так і нетрадиційно багаточастинні, серед них і 10-частинна «Турангалала» О. Мессіана та 11-частинна Чотирнадцята симфонія Д. Шостаковича. При тім композитори частіше віддавали перевагу «споглядальному» типу будови симфонії — з початком у повільному темпі. Фінал міг бути трагічним, безвихідним уже незалежно від того, в якому русі він писався, повільному чи швидкому, — прикладом для цього слугує П'ята симфонія А. Онеґґера. Необов'язковою стала і сонатна форма першої частини — протиставлення головної та побічної тем; воно є відсутнім, наприклад, у Третій симфонії А. Онеґґера, написаній 1945–1946 років: злагоджена класична форма не відповідала прагненню композитора «виразити протест сучасної людини проти нашестя варварства». Третя частина класичної симфонії, в XVIII столітті — побутовий або придворний танець, у XIX остаточно перетворена на скерцо, епічні в А. Брукнера, з відтінком «трагічної іронії» в Ґ. Малера, в XX столітті нерідко наповнювалась образами зла та насилля. Усталена в епоху романтизму традиція додавання до симфонії вокальних партій знайшла собі продовження у творчості Д. Шостаковича, А. Шнітке, К. Пендерецького.

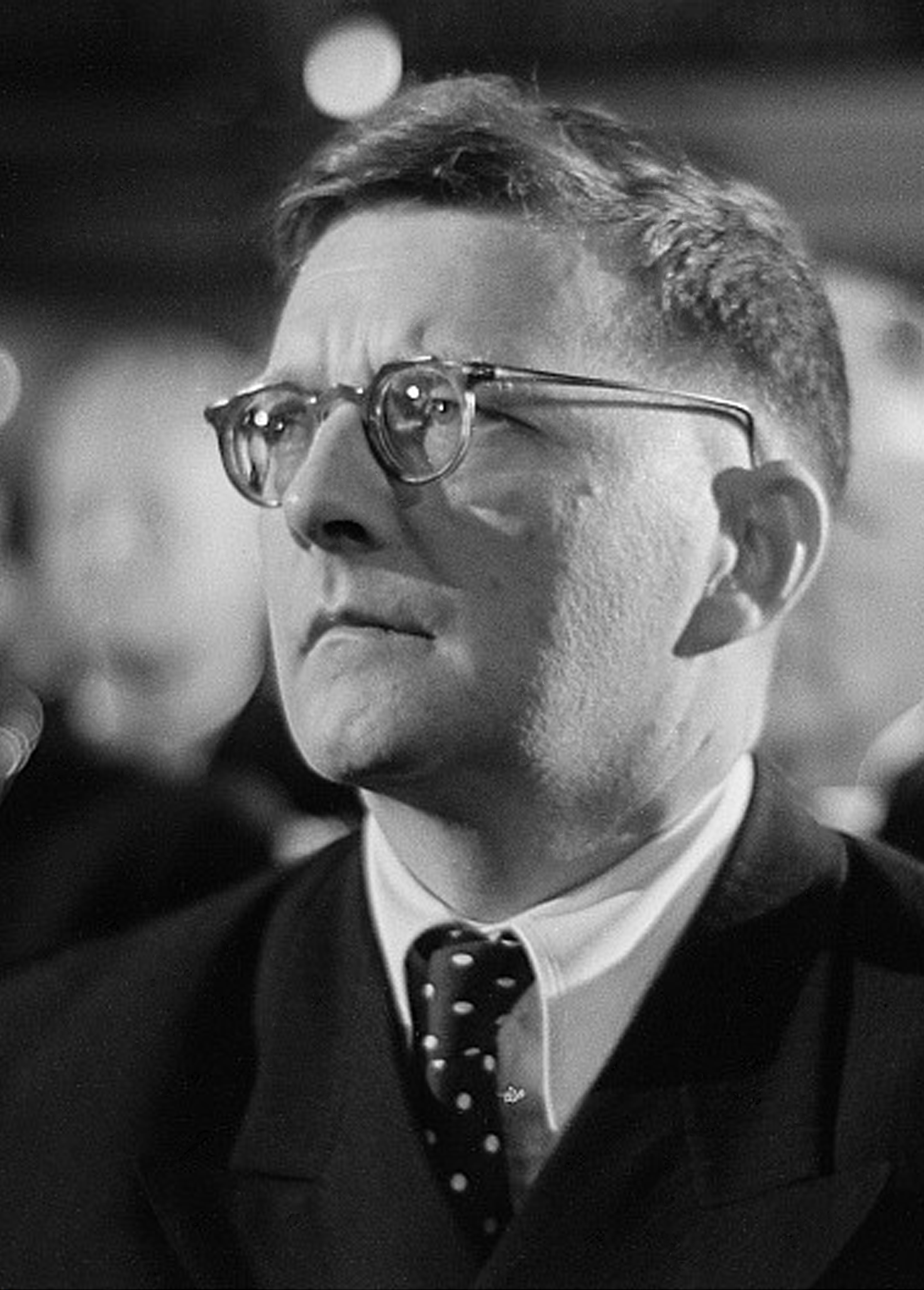
Дмитро Шостакович

Ледь не всі типи будови симфонії можна знайти в одного з найвидатніших симфоністів сторіччя — Дмитра Шостаковича. У 15 приналежних йому творах цього жанру музикознавці виявляють впливи найрізноманітніших композиторів (серед яких і деякі, хто ніколи не працював у жанрі симфонії): Й. С. Баха, Л. ван Бетховена, П. І. Чайковського, М. П. Мусоргського і, не останньою чергою, Ґ. Малера, чий вплив є особливо помітним у гротескних, нерідко зловісних скерцо Шостаковича. У його симфоніях, найчастіше 4-частинних, трапляються і повільні перші частини, як у Шостій, Восьмій і Дев'ятій, або повільні вступи до них — у П'ятій і Одинадцятій; скерцо нерідко міняється місцями з повільною частиною — в Першій, П'ятій, Сьомій і Восьмій; у Четвертій симфонії ця повільна частина, траурний марш, виявляється фіналом. У П'ятій симфонії (1937) Шостакович запропонував нову драматургію конфлікту, який виявляється не в традиційному протистоянні головної та побічної тем 1-ї частини — тут експозиція загалом протистоїть усьому розвиткові; як найважливіший чинник драматургії композитор використовував ритм, нагнітання та перепади темпоритму організують динамічні хвилі розвитків. Цей новий конфлікт здобув дальшого розвитку в 1-й частині найвідомішої симфонії Шостаковича — Сьомій («Ленінградській», 1941), де взаємна відчуженість експозиції та великого варіаційного епізоду, що заміняє розвиток, обертається абсолютною нерозв'язністю конфлікту та трагічною трансформацією тем експозиції в репризі.
Однією з характерних рис культури XX століття стало відродження зацікавленості до музики докласичного періоду — як у концертній практиці (повернення до концертного репертуару творів забутих композиторів XVI—XVII сторіч або відкинутих епохою романтизму композиторів XVIII сторіччя), так і в композиторській творчості. І. Стравінський щодо використання вокалу в Симфонії псалмів писав: «Мене мало приваблювала форма симфонії, заповідана нам XIX сторіччям. …Мої погляди на взаємини вокальних та інструментальних частин збіглась із поглядами старих майстрів контрапунктичної музики, які поводились із ними як із рівними величинами…» Багато композиторів, як-от П. Гіндеміт, І. Стравінський, Д. Шостакович і А. Шнітке, знаходили у своїх симфоніях нове застосування поліфонії. Музика XX сторіччя поступово втрачала своє безумовне панування мелодичного начала, яке вирізняло музичну творчість другої половини XVII, XVIII та XIX сторіч; тематизм симфоній уже значно менше ототожнювався з мелодичним змістом — його витісняло «рівноправ'я» всіх елементів музичної виразності, як в епоху Ренесансу, хоча і на основі інших принципів.
Якщо у XVIII та протягом майже всього XIX сторіччя симфонія розвивалась переважно в Німеччині, Австрії й у Франції, то в XX сторіччі цей жанр здобув поширення в багатьох інших країнах Європи й Америки; стикання з новими музичними культурами збагатило симфонію і формально, і змістовно. Свій вклад до розвитку жанру внесли англійці Едвард Елґар, Ральф Воан-Вільямс і Бенджамін Бріттен, фін Ян Сібеліус, данець Карл Нільсен, американець Чарлз Айвз, бразилець Ейтор Вілла-Лобос, поляки Вітольд Лютославський і Кшиштоф Пендерецький, естонець Арво Пярт.
Разом із тим мутація жанру в останні десятиріччя X століття вже не раз виносила на порядок денний питання: які твори — і за якими ознаками — ще можна вважати симфоніями? «Використання старого інваріанту жанру із сучасними концепціями, — вважає А. Виноградова-Черняєва, — приносить лише розчарування, оскільки від симфонії (в її „канонічному“ розумінні) залишаються руїни». Від усіх колишніх вимог, пише Л. Кирилліна, в XX сторіччі залишилась лише одна невідмінна умова — «концепційність, філософічність, світоємність змісту».

## Значення
Класична симфонія свого часу посіла те місце, яке в епоху Відродження належало месі. «Симфонія, — пише В. Конен, — стала „музикою храму“, перенесеною в нові, світські обставини». Вона перетворила велику кількість музичних жанрів, як-от інструментальний концерт і фортепіанну сонату, дала назву не лише оркестру, але й найзначнішій царині інструментальної музики, широкому спектру її жанрів і форм, об'єднаних під поняттям «симфонічна музика». З кінця XVIII століття симфонія водночас із оперою визначає рівень розвитку національної музичної школи, її місце в музичній культурі епохи. Володіючи широченними можливостями щодо втілення ідей чи емоційних процесів, симфонія після будь-яких метаморфозів залишалась найвищим жанром інструментальної музики, у XX столітті, як і наприкінці XVIII, — чутким «барометром епохи», «картиною світу», за Ґ. Малером, або «дзеркалом життя», за Б. Асаф'євим. З нею пов'язаний новий тип композиторського мислення, що знайшов собі застосування не лише в різних жанрах інструментальної музики, але й в опері та балеті.